# Pályi Márk
Pályi Márk (Budapest, 1983.) szerkesztő. Pályi András író és Németh Nóra színésznő fia.

## Életútja
1997-től 2003-ig a Városmajori Gimnázium tanulója volt, majd az ELTE szociológia szakán végzett, 2005-ben és 2006-ban Vásárhelyi Mária kutatásaiban vett részt. 2007 és 2008 között a Jelenkor Kiadónál Mircea Cărtărescu és Dan Lungu könyveit, 2011-ben pedig a Kalligram Könyvkiadónál Kornis Mihály kötetét szerkesztette, emellett fordított is több nyelvből, többek között Adam Michnik, Paul Krugman, Etgar Keret, Philip Roth, Zbigniew Herbert, Bruno Bettelheim, Allen Ginsberg és Hannah Arendt munkáit. 2009-től 2011-ig az Ex Symposion prózaszerkesztője, 2012-től 2017-ig felelős szerkesztője, 2013-tól a Klubrádió Belső közlés című zenés irodalmi műsorának szerkesztője, 2021-től a Tükörfordítás című műsor szerkesztő-műsorvezetője is. 2014 és 2015 között a Pilpul.net rovatvezetője. Évekig a Szombat folyóirat állandó külső munkatársaként, 2011 és 2015 között hitközségi tudósítójaként is dolgozott. 2010-ben és 2014-ben Babits Mihály műfordítói ösztöndíjban részesült, 2016-tól a Petri György-díj jelölőbizottságának tagja. 2002 és 2010 között a Ferencvárosi Önkormányzat Emberi Jogi és Kisebbségi Bizottságának külsős tagja volt. 2009-től előadásokat tart, beszélgetéseken vesz részt, 2013 óta gondolati szövegeket közöl folyóiratokban. 2014-es, Az írástudók uralása című szövege jelentős befolyást gyakorolt a témában zajló közgondolkodásra. 2015-ben Fischer Judit festővel közösen kiállításon vett részt Szentbékkállán, illetve a Budapest Galériában, 2016-ban pedig tárlatvezetést is tartott. 2017-ben Gáli József kötetét szerkesztette.

## Könyve
- Holnap megdugom (napló, írások; Noran–I.A.T., 2009), ISBN 9789639932043[35]

## Műfordításai kötetekben
- Adam Michnik: Harag és szégyen, szomorúság és büszkeség (társfordító; Kalligram, 2006)
- Teodor Parnicki: „A lenyilazott oroszlán”. In: Huszadik századi lengyel novellák (Noran, 2007)
- Adam Michnik: „Harag és szégyen”. In: A párizsi toronyőr. Kende Péter 80. születésnapjára (Pallas, 2007)
- Zbigniew Herbert: „A hangyák királya”. In: Barbár a kertben és más esszék (Kalligram, 2010)
- Adam Michnik: Szemben az árral (Pályi Andrással; Kalligram, 2011)[36]
- Jacek Dehnel: Szaturnusz (Kalligram, 2014)
- Maria Janion: „»Ha látszólag egészen másról beszélek, akkor is Auschwitzról beszélek«”. In Kőbányai János szerk.: Holokauszt olvasókönyv (Múlt és Jövő, 2017)

## Gondolati szövegei
- Működik? (Néhány szó az Auschwitz-ábrázolás nyelvéről Jeles András darabja után). Pilpul.net, 2014. augusztus 1.
- Az írástudók uralása. Pilpul.net, 2014. augusztus 15.
- Áttűnő határok (az 1944-es budapesti haluc ellenállás és a szexuális kicsapongás az érett Kádár-kor keretei között). Pilpul.net, 2014. szeptember 21.
- Beszélgetés Kertész Imréről Vári Györggyel és Pályi Márkkal. Kritika, 2014. november–december[37]
- Képek a huszadik század átlagos életeiből (Veress Pál bálvány-ábrázolásairól). Képírás, 2014. december 13.
- Tárgyakba vetettség (Fischer Judit festményeihez). Ex Symposion, 2014/88.
- A hang helye. Élet és Irodalom, 2015. október 16.
- Legyen Mádl Ferenc út és Antall József tér!. Hvg.hu, 2016. április 1.
- Kertész és az élet. Litera.hu, 2016. április 2.
- Múmin – A tragédia nélküli mese. Üveghegy, 2016. április 25.
- A gimnázium mint polisz és a világ állandósága. Taní-tani, 2016. május 15.
- „Lila köd, blődli” – Szemelvények az Auschwitz-ábrázolás magyar diskurzusából Archiválva 2016. december 20-i dátummal a Wayback Machine-ben. Múlt és Jövő, 2016/2.
- Gondolatok a képtárban. Balkon, 2016/3.
- Bródy János és a nemzeti nyelv. Látó, 2016/10.
- Neki életszakaszai voltak – Jánossy Lajos beszélgetése Gáli Józsefről. Litera.hu, 2018. január 16.
- E kies hazában az oly nagy ravasz – Az európai valóságérzékelés alapkérdései Bereményi Géza dalszövegeiben. Kalligram, 2018/2.
- Vásárhelyi Miklós és a valóság nagysága. Mérce.hu, 2018. február 18.
- A cselekvés nyomai – A boldogság és az egyéni szabadság ellentéte Varga Vera naplóiban. Élet és Irodalom, 2018. március 9.
- Anyatöbblet és anyahiány Gerőcs Péter és Lanczkor Gábor regényében. Litera.hu, 2018. augusztus 24.